# 中心立方體數
中心立方體數是一個中心立體有形數，特定第n個中心立方體數由下式給出
{\displaystyle (2n+1)\times {(n^{2}+n+1)}}
中心立方體數也可以寫成連續兩個立方數的和，即
{\displaystyle n^{3}+(n+1)^{3}}
前幾個這樣的數字是1、9、35、91、189、341、559、855、1241、1729、2331，... （OEIS數列A005898）。

## 公式
由於可表示{\displaystyle (2n+1)\times {(n^{2}+n+1)}}，所以它不可能是質數，唯一同時是平方數跟中心四面體數的是9，可以通過求解
2n + 1 = n2 + n + 1.